# 天理大学
天理大学（てんりだいがく、英語: Tenri  University）は、奈良県天理市杣之内町1050に本部を置く日本の私立大学。1925年創立、1949年大学設置。大学の略称は天大（てんだい）。

## 沿革
- 1925年 - 天理教の海外布教師育成のための教育機関として天理外国語学校（男女共学）が2月17日設立、4月15日開校（私立学校令にもとづく）[1]。
- 1927年 - 天理外国語学校の教育資材を一部利用し、天理外国語専門学校が設立される（男子のみ・専門学校令にもとづく）。また、1928年に従来の天理外国語学校を天理女子学院へ改称・改組。
- 1940年 - 天理女子学院を天理女子専門学校へ改称（専門学校令にもとづく）。
- 1944年 - 天理外国語専門学校を天理語学専門学校に、天理女子専門学校を天理女子語学専門学校にそれぞれ改称。
- 1946年 - 天理大学短期大学部の前身である天理保母養成所が設立、開所。
- 1947年 - 天理語学専門学校と天理女子語学専門学校が合併し、天理語学専門学校（男女共学）となる。
- 1949年 - 天理大学が開学（2月21日認可[2]）。文学部を開設。
- 1950年 - 天理大学短期大学部設立、開学。同年12月、天理短期大学に改称。
- 1952年 - 天理大学に外国語学部を開設。
- 1955年 - 天理大学に体育学部を開設。
- 1957年 - 天理短期大学を天理大学女子短期大学部に改称。
- 1960年3月 - 天理大学女子短期大学部廃止。
- 1987年 - これまで未制定であった校歌を制定する[3]。
- 1992年 天理大学に人間学部を開設し、文学部より宗教学科を移設、また人間関係学科を開設。文学部に歴史文化学科を開設。外国語学部を国際文化学部に改組し、従来の8学科に加え、新たに日本、タイ、ブラジルの3学科を増設。体育学部体育学科にコース制を開設。
- 2003年 - 天理大学国際文化学部の学科を改組（11学科をアジア学科、ヨーロッパ・アメリカ学科の2学科に改組）。
- 2004年 - 大学院臨床人間学研究科臨床心理学専攻開設。
- 2010年 - 国際文化学部アジア学科、ヨーロッパ・アメリカ学科を国際学部外国語学科、地域文化学科に改組。体育学部体育学科の3コースを5コースに拡充。
- 2015年 - 国際学部外国語学科にスペイン語・ブラジルポルトガル語専攻を増設（事実上の再設）、大学院体育学研究科体育学専攻開設。
- 2017年 - 大学院宗教文化研究科宗教文化研究専攻開設。国際学部外国語学科日本語専攻を地域文化学科日本研究コースに改組。
- 2018年10月 - 天理教青年会歌を学歌として制定する[4]。
- 2019年 - 歴史文化学科の専攻を廃し、歴史学研究コースと考古学・民俗学研究コースを導入[5]。
- 2023年 - 天理医療大学と合併し、医療学部を新設。5学部体制となる[6]。
- 2024年 - 人間学部と文学部を統合し、新たに人文学部を開設し4学部体制となる。

## 学部・学科
- 人文学部
  - 宗教学科
  - 国文学国語学科
  - 歴史文化学科
  - 心理学科
  - 社会教育学科
  - 社会福祉学科
- 国際学部
  - 韓国・朝鮮語学科
  - 中国語学科
  - 英米語学科
  - 外国語学科
  - 国際文化学科
  - 日本学科 (留学生限定)
- 体育学部
  - 体育学科
    - 競技スポーツコース
    - スポーツ教育コース
    - スポーツ文化コース
    - 健康スポーツコース
    - 武道コース
- 医療学部
  - 看護学科
  - 臨床検査学科

### 研究科・専攻
修士課程
- 臨床人間学研究科（日本臨床心理士資格認定協会第1種指定大学院）
  - 臨床心理学専攻
- 体育学研究科
  - 体育学専攻
- 宗教文化研究科
  - 宗教文化研究専攻

## キャンパス ・施設

### 杣之内キャンパス
天理教教会本部の南にあり、道路をはさんで南北に分けられる。所在地は天理市杣之内町1050。
- 北側には「おやさとやかた」南棟の一角を利用した3号棟・4号棟があり、授業は主にここで行われる。また、天理小学校をはさんで西側の「おやさとやかた」の一角には天理大学附属天理参考館がある。多くの学生が授業中に集中する場所だが、食堂は北側にはなく、代わりにセブン-イレブンがあり、1階には休憩コーナーである学生ホールがある。食堂が遠いため、コンビニで買った弁当をホールで食べる姿が多く見られる。
- 南側には2号棟・1号棟などの教室棟のほかに研究棟があり、ゼミナールはここで行われることが多い。体育館は杣之内第一体育館・第二体育館の2つの体育館がある。南西隅には心光館があり、1階は学生食堂に、2階はクラブの部室として使われている。図書館は2つあり、学生以外も使える天理大学附属天理図書館と、学生・教員専用の8号棟「情報ライブラリー本館」に分かれる。その他、小規模な図書室も存在する。

### 体育学部キャンパス

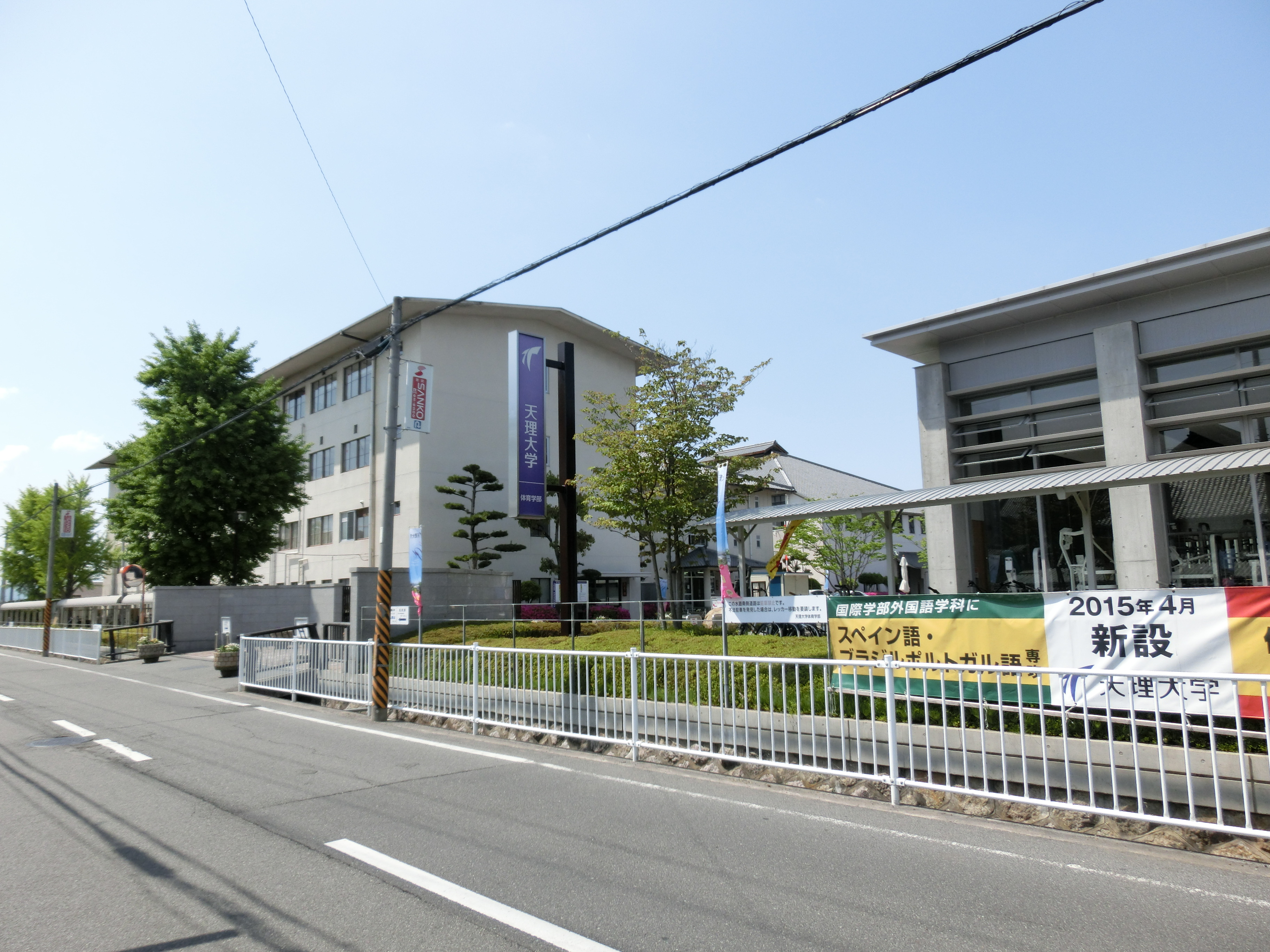
体育学部キャンパス

所在地は天理市田井庄町80。田井庄キャンパスともいう。天理駅の西側近くにある。教室は7号棟と8号棟。7号棟の1階には、図書室である「情報ライブラリー分館」がある。体育館は総合体育館・第三体育館・武道館があり、総合体育館内には公認仕様のプールもある。陸上競技場は全天候型。

### 別所キャンパス
所在地は天理市別所町80‐1。旧天理医療大学。

### 附属施設
- 天理大学附属天理図書館
- 天理大学附属天理参考館
- 天理大学附属おやさと研究所

## 交流協定校一覧
韓国
- 韓国外国語大学校
- 江原大学校
- 釜山大学校

台湾
- 中国文化大学
- 台湾首府大学（旧致遠管理学院）
- 慈済大学

中国
- 華南師範大学
- 上海外国語大学
- 北京師範大学

タイ
- チェンマイ・ラーチャパット大学

インドネシア
- パジャジャラン大学

カナダ
- リジャイナ大学

アメリカ
- マレー州立大学
- インディアナ大学
- サギノ・ヴァレー州立大学
- カリフォルニア州立大学ロングビーチ校

オーストラリア
- グリフィス大学

ドイツ
- マールブルク大学
- ケルン大学

フランス
- オルレアン大学

スペイン
- サマランカ・ポンティフィシア大学
- サンティアゴ・デ・コンポステラ大学

ロシア
- モスクワ言語大学
- サハリン国立総合大学

ウクライナ
- キエフ大学

イギリス
- ロンドン大学東洋アフリカ研究学院（SOAS)

コスタリカ
- コスタリカ大学

メキシコ
- プエブラ名誉州立自治大学

ポルトガル
- コインブラ大学

ブラジル
- パラナ連邦大学
- サンパウロ州立パウリスタ大学

ネパール
- トリブバン大学国際言語キャンパス

## 大学関係者と組織

### 大学関係者一覧
- 天理大学の人物一覧

## 学生生活

### 学園祭
大学祭の名称は「天理大学祭」で、例年10月下旬から11月上旬に開催される。2024年のそれでは、近隣の畿央大学の学祭との共同宣伝を相互に初めて実施した。

### スポーツ
- ホッケー部 - 名称は天理大学ベアーズである。男子は、全日本選手権大会・全日本学生選手権・全日本大学王座決定戦において、女子は全日本学生選手権・全日本大学王座決定戦において、それぞれ歴代最多の優勝回数を誇る。
- 柔道部 - 男子・女子のパートに分かれる。男子は全日本学生柔道優勝11回、全日本学生柔道体重別団体優勝1回の実績がある。著名なOBには笹原富美雄、細川伸二、正木嘉美、徳田眞三、土佐三郎、篠原信一、野村忠宏、穴井隆将、大野将平、丸山城志郎、山本悠司など多数いる（天理大学の人物一覧#柔道も参照）。
- ラグビー部 - 2010年に関西大学リーグ戦で35年ぶりに優勝し、2020年に全国大学選手権（第57回大会）で初優勝を果たした。
- 硬式野球部 - 阪神大学野球連盟に加盟し、2024年秋季リーグ終了時点で阪神大学リーグ戦8連覇、歴代2位となる通算27回の優勝実績がある。全日本大学選手権10回出場（ベスト4進出1回：2024年第73回大会）、明治神宮大会3回出場（ベスト4進出1回：2024年第55回大会）。
- 水泳部 - 1951年に天理短期大学（のち天理大学に統合）の女子水泳部として創部。女子は日本学生選手権優勝6回の実績がある。OB・OGには井村雅代、青木まゆみらがいる（天理大学の人物一覧#水中競技も参照）。
- 男子バレーボール部 - 1947年創部。全日本インカレ3位3回、西日本インカレ優勝5回、関西インカレ優勝7回、関西大学1部リーグ優勝7回の戦績がある（2024年現在）。2024年の西日本インカレで34年ぶりに優勝[8]。ビーチバレーでは全日本大学選手権準優勝、関西大学選手権優勝[9]。
- 女子バレーボール部 - 1950年頃に天理短期大学の女子チームを編成し、関西女子短期大学大会などに参加。全日本インカレベスト8進出8回、西日本インカレ優勝1回、関西インカレ優勝3回、関西大学1部リーグ優勝3回の戦績がある（2024年現在）[10]。
- バスケットボール部 - 名称は天理大学ペンギンズ（男子）、天理大学スピアーズ（女子）である。
- アメリカンフットボール部 - 名称は天理大学クラッシングオークスである。

## 系列校
附属校
- 天理高等学校
- 天理中学校
- 天理小学校
- 天理幼稚園

系属校
- 天理教校学園高等学校
- 修徳中学校・高等学校

廃止校
- 天理大学女子短期大学部
- 天理医療大学
- 天理教校親里高等学校